# Nikola Karczewska
Nikola Karczewska (Zielonka, 16 oktober 1999) is een voetbalspeelster uit Polen. Ze speelt als aanvaller voor Bayer 04 Leverkusen in de Bundesliga.

## Clubcarrière
Nikola Karczewska begon haar carriere bij UKS SMS Łódź, actief op het tweede niveau van Polen. In het seizoen 2016/17 wist Karczewska met haar club te promoveren naar de Ekstraliga, het hoogste niveau van Polen. In 2019 stapte ze over naar Górnik Łęczna. Met deze club werd Karczewska kampioen van de Ekstraliga en won ze de Poolse beker. Tevens kwam ze voor deze club voor het eerst uit in de Champions League.
In juni 2021 verliet Karczewska Polen en maakte ze de overstap naar het Franse FC Fleury 91.  Op 25 september 2021 maakte Karczewska haar eerste doelpunt in de Division 1 Féminine. In een wedstrijd tegen AS Saint-Étienne maakte Karczewska haar eerste hattrick waarmee ze haar club naar de overwinning loodste. Karczewska zorgde ervoor dat FC Fleury 91 op de vierde plaats eindigde, de hoogste positie die de club ooit wist te behalen in de Division 1 Féminine. Karczewska werd met tien doelpunten clubtopscorer.
Na één seizoen maakte Karczewska de overstap naar het Engelse Tottenham Hotspur. Voor de club uit Londen maakte Karczewska haar debuut op 24 september 2022 in een 4-0 nederlaag tegen Arsenal WFC. Haar eerste doelpunt maakte Karczewska op 2 oktober 2022 in een FA Women's League Cup wedstrijd tegen Reading FC.
Op 5 september 2022 maakte Karczewska op huurbasis de overstap naar het Duitse Bayer 04 Leverkusen. In een 3-0 nederlaag uit bij VfL Wolfsburg op 17 september 2023 maakte Karczewska haar debuut in de Bundesliga. In een thuiswedstrijd tegen 1. FC Nürnberg maakte Karczewska een hattrick waarmee ze haar club aan een 6-0 overwinning hielp op de club uit Beieren.

## Statistieken
| Seizoen | Club                | Competitie              | Competitie | Competitie | Beker | Beker | Overig | Overig | Totaal | Totaal |
| Seizoen | Club                | Competitie              | Wed.       | Dlp.       | Wed.  | Dlp.  | Wed.   | Dlp.   | Wed.   | Dlp.   |
| ------- | ------------------- | ----------------------- | ---------- | ---------- | ----- | ----- | ------ | ------ | ------ | ------ |
| 2019/20 | Górnik Łęczna       | Ekstraliga              | 12         | 13         | 0     | 0     | 3      | 3      | 15     | 16     |
| 2020/21 | Górnik Łęczna       | Ekstraliga              | 22         | 23         | 0     | 0     | 4      | 1      | 26     | 24     |
| 2021/22 | FC Fleury 91        | Division 1 Féminine     | 21         | 10         | 3     | 0     | 0      | 0      | 24     | 3      |
| 2022/23 | Tottenham Hotspur   | FA Women's Super League | 14         | 2          | 5     | 2     | 0      | 0      | 19     | 4      |
| 2023/24 | Bayer 04 Leverkusen | Bundesliga              | 17         | 8          | 3     | 3     | 0      | 0      | 20     | 11     |
| Totaal  | Totaal              | Totaal                  | 86         | 56         | 11    | 5     | 7      | 4      | 104    | 65     |

Bijgewerkt t/m 29 april 2024.

## Interlandcarrière
Nikola Karczewska kwam eerst uit voor Polen onder 19 voordat ze in een 1-0 nederlaag tegen de leeftijdsgenoten van Slowakije haar debuut maakte voor het seniorenteam van Polen. Op 7 april 2022 maakte Karczewska in een wedstrijd tegen Armenië haar eerste doelpunt voor Polen. In diezelfde wedstrijd wist Karczewska maar liefst zes keer tot scoren te komen.
1 Voll ·
2 Ostermeier ·
3 Friedrich ·
4 Bragstad ·
5 Levels ·
6 Piljić ·
7 Kramer ·
8 Bartz ·
9 Kehrer ·
10 Hansen ·
11 Kögel ·
12 Mickenhagen ·
13 Haim ·
14 Bragstad ·
16 Zdebel ·
17 Jorde ·
18 Vilhjálmsdóttir ·
19 Bender ·
20 Gonzalez ·
21 Marin ·
23 Bodoy ·
24 Turányi ·
27 Repohl ·
28 Menglu ·
27 Daedelow ·
34 Moll ·
56 Vidal ·
Coach: Pätzold